# Alberto Aquilani
Alberto Aquilani (olasz kiejtéssel:[alˈbɛrto akwiˈlani]; Róma, 1984. július 7. –) olasz válogatott labdarúgó, irányító középpályás, de bevethető támadó középpályásként is. 2023-tól a Serie B-ben szereplő Pisa vezetőedzője. A sidetackle.com szerint nagyon jók a gyors és éles passzai, és a távoli lövéssei.
Aquilani karrierjét a Romaban kezdte, és egy rövid triestinai kölcsönjáték után visszatért a Serie A-csapatba, ahol stabil kezdő lett a 2005–06-os szezonban. A következő szezonban combsérülést szenvedett, és emiatt több hónapig nem játszhatott. A 2009–2010-es szezon előtt szerződtette a Liverpool, de 2010 augusztusában kölcsönbe került a Juventushoz a 2010–11-es szezon végéig, mert kevés játéklehetőséget kapott az Anfielden. Mivel a Juventus nem élt vételi opciójával, Aquilani a szezon végén visszatért a Liverpoolhoz. A 2011–12-es szezonra kölcsönadták az AC Milannak. Érdekesség, hogy az utóbbi csapat akkor lett bajnok, amikor Aquilani éppen a másikban (Juventus) játszott, és fordítva.
Aquilani képviselte hazáját ifjúsági szinteken és a 2008-as labdarúgó-Európa-bajnokságon. A válogatottban 2006 novemberében, egy Törökország elleni 1–1-es meccsen mutatkozott be.

## Pályafutása

### Klubcsapatokban

#### AS Roma
2001-ben, Aquliani 17 éves korában, a Chelsea és az Arsenal is szerződést ajánlott neki, de ő elutasította az ajánlatokat, hogy továbbra is gyerekkori csapatában, az AS Romában játszhasson.
A Serie A-ban Fabio Capello keze alatt mutatkozott be, 2002. május 10-én a Torino ellen 18 évesen léphetett pályára. Az AS Roma 3–1-re nyert. A 2003–04-es szezonra kölcsönbe a Serie B-s Triestinához került kölcsönbe, hogy szert tegyen tapasztalatra egy első csapatban.
Amikor a 2004–05-ös szezonban visszatért az AS Romába, betört a kezdőcsapatba. 2005. március 31-én Aquilani új, 5 éves szerződést kötött az AS Romával, amelyik az első évben 1,1 millió, a második évben 1,25 millió, aztán 1,48; majd 1,61; végül 1,79 millió eurót biztosít. A 2005–06-os szezonban ő lőtte a 2006. február 26-odiki derbigyőzelem második Roma-gólját, a sikerrel a Sárga-bordók megdöntötték a sorozatos győzelmek Serie A-rekordját, ezt a teljesítményt később az FC Internazionale múlta felül a 2006–07-es szezonban.
A következő szezonban Aquilani megkapta az addig Marco Ferrari által hordott 8-as számú mezt. Egy sérülés miatt több hónapig nem játszhatott. Aquilani 2007 májusában tért vissza, és a szezon végéig még három meccsen játszhatott, beleértve az utolsó kettőt.
Két távoli gólt szerzett a 2007–08-as szezon első két meccsén (a Palermo és a Siena ellen). Habár 2007 októberében megsérült, 2008 januárjában már visszatérhetett a keretbe.
Aquilani 2008. október 22-én a Chelsea elleni mérkőzésen ismét megsérült. 2009. január 11-én az AC Milan ellen tért vissza, de februárban ismét megsérült. Habár 2009. március 11-én az Arsenal ellen utolsó perces csereként pályára léphetett, a szezon hátralevő részében már nem játszott.
2009. május 26-án új, 2013-ig szóló szerződést kötött az AS Romával, három évet hozzáadva az addigi kontraktushoz. Az éves bruttó fizetése a 2008–09-es szezonban 3,2 millió, a 2009–10-es szezonban 3,6, a 2010–11-es szezonban már 3,9 millió, a szerződés utolsó két évében 4,2 millió euró lett.

#### Liverpool

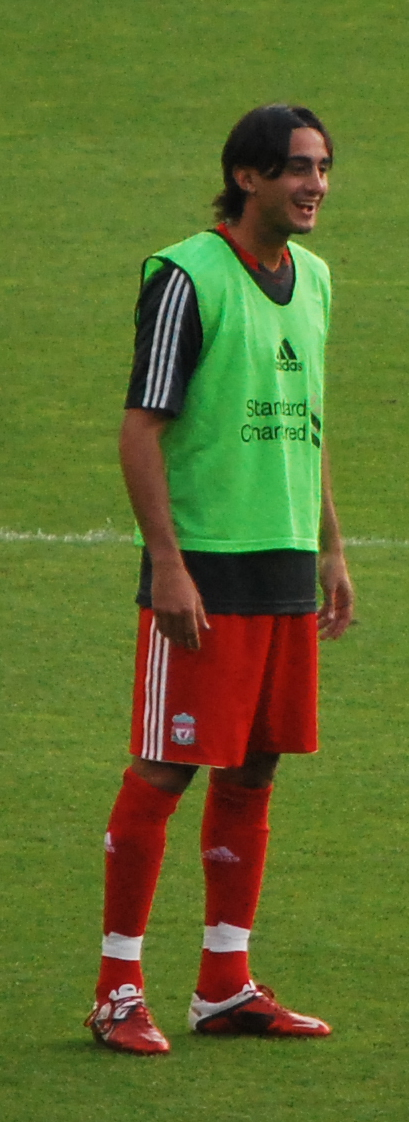
Aquilani 2011 júliusában a Liverpool edzésén.

2009. augusztus 5-én a Liverpool bejelentette, megállapodtak az AS Romával Aquilani átigazolásáról, a játékosnak már csak az orvosi vizsgálaton kellett átmennie. A klub nemsokára bejelentette azt is, hogy a középpályás egészségesnek bizonyult, és 2009. augusztus 7-én ötéves szerződést kötöttek vele. Elsősorban a Real Madridhoz igazoló Xabi Alonso helyére szerződtették. Az AS Roma nyilvánosságra hozta a vételárat, a Liverpool 20 millió eurót (17 millió fontot) fizetett, továbbá bónuszokat is fizethet majd a játékos teljesítményétől függően. Aquilani a 2008–09-es szezon végén a Bayer Leverkusenhez távozó Sami Hyypiä 4-es mezét kapta.

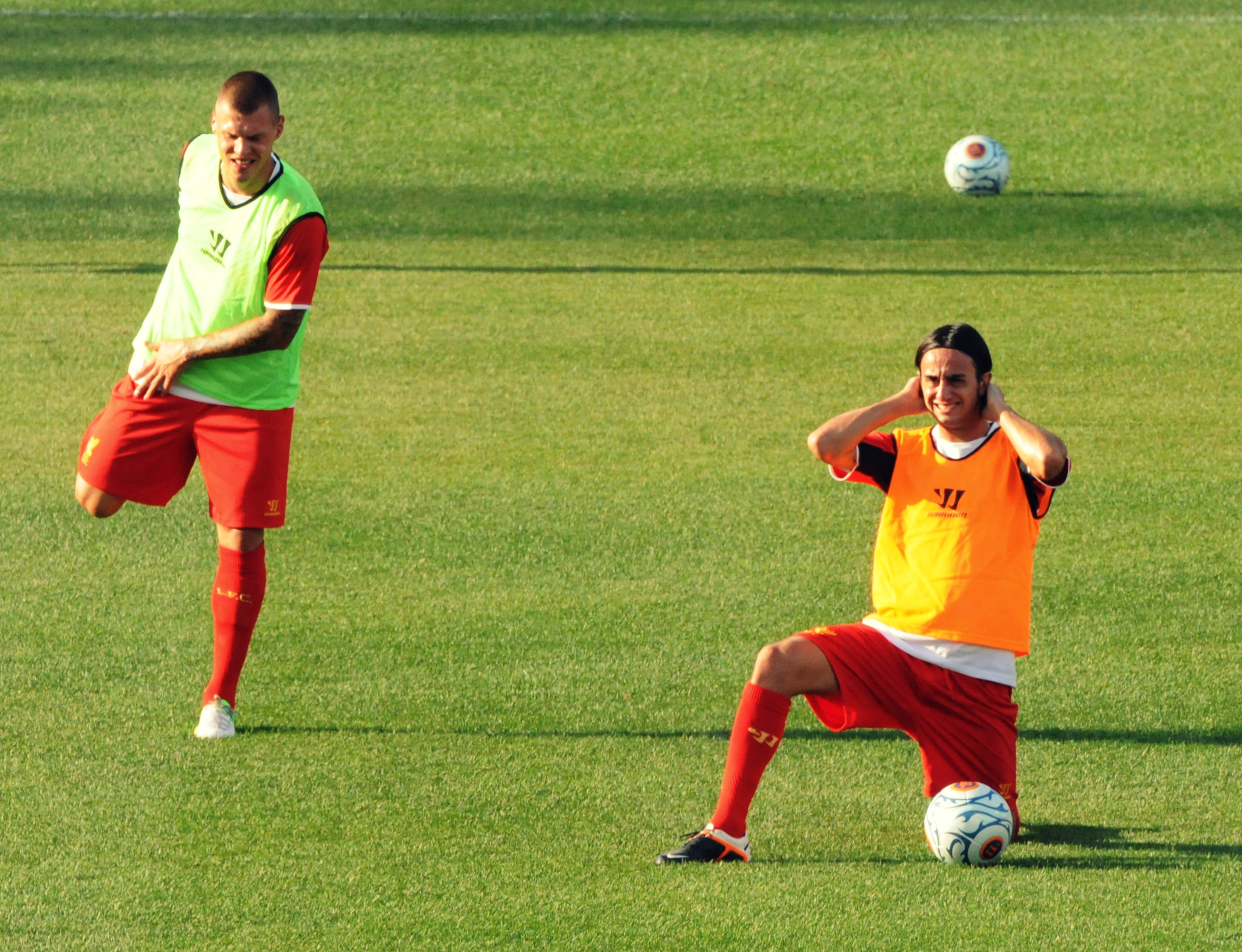
Martin Škrtel és Aquilani melegítenek a Liverpool AS Roma elleni meccse előtt.

Aquilani a Liverpool tartalékcsapatában 15 percet kapott 2009. október 21-én a Sunderland tartalékjai ellen 2–0-ra megnyert meccsen.
Aquilani az Arsenal elleni negyedik fordulós Ligakupa-meccsen játszhatott először a 'Poolban, a 2–1-re megnyert meccs 77. percében Damien Plessis helyére állt be. Sokáig kellett várni Premier League-debütálására, 2009. november 9-én a Birmingham City elleni 2–2-es meccsen Lucas Leiva helyett lépett pályára a 82. percben. November 24-én a magyar Debreceni VSC ellen 30 percet játszott, David N'Gog góljával 1–0-ra győzték le a Lokit. Aquilani először a 2009. december 9-én játszott, Fiorentina elleni Bajnokok Ligája-meccsen kezdett, a The Reds 2–1-re alulmaradt. Aquilani a Premier League-ben először 2009. december 26-án a Wolverhampton ellen kezdett, amikor a 84. percben Daniel Pacheco állt a helyére, a Kop felállva tapsolta meg a levonuló középpályást.
Aquilani legközelebb a Bolton Wanderers ellen tartózkodott a kezdő sípszó pillanatában a pályán, a 2–0-s siker alkalmával megszerezte második gólpasszát a Liverpoolban, ismét Dirk Kuijtöt hozta helyzetbe. Első liverpool gólját 2010. március 15-én a Portsmouth ellen lőtte, és a negyedik gólt pedig az ő passzából szerezte Fernando Torres. A Liverpool hivatalos oldalán szavazó szurkolók neki adták a "Meccs embere" díjat. Aquilani lett a meccs embere akkor is, amikor legközelebb kezdett, az Anfielden gól nélküli döntetlent játszottak a Fulham ellen. Amikor legközelebb volt a kezdőcsapat tagja, a Burnley elleni 4–0-s siker alkalmával három gólpasszt adott. 2010. április 29-én gólt lőtt az Atlético Madrid elleni Európa-liga-meccsen, semlegesítve ezzel Diego Forlán gólját, amit az uruguayi az odavágó félidő előtti perceiben lőtt. Aquilani jó teljesítménye ellenére az angol csapat kevesebb idegenben lőtt gólja miatt kiesett, mivel Josszí Benájún góljára, amivel már 2–0 volt a Liverpoolnak, Forlán a hosszabbításban válaszolni tudott, 2–2-re alakítva az összesített állást. A meccs után Aquilani kapta meg az LFC Man Of The Match (Liverpool Meccs Játékosa) díjat.
Aquilani pályára lépett a Liverpool utolsó két meccsén: az Anfielden a Chelsea 2–0-ra verte őket, és gól nélküli döntetlen a Hull City ellen a KC stadionban. Aquilani 26 meccsen 2 gólt lőtt a vörösök mezében, de csak ritkán játszotta végig a meccset.
2010 júniusában Rafael Benítez távozott, az új edző, Roy Hodgson játszatta az előszezon alatt, de augusztusban hivatalossá vált, hogy Aquilani egy szezonra visszatér Olaszországba, ahol több meccsrutint szerezhet.

#### Juventus (kölcsönben)
2010. augusztus 21-én a Liverpool és a Juventus megegyezett, Aquilani egy évre kölcsönbe került a Zebrákhoz, vételi opcióval. Szeptember 12-én a Sampdoria elleni 3–3-as döntetlen alkalmával mutatkozott be a Bianconeriben, Simone Pepe cseréjeként. Szeptember 23-án is csere volt: a szicíliai Palermo 3–1-re verte őket Torinóban. Először szeptember 26-án, a Cagliari 4–2-es legyőzésekor kezdett. Aquilani 80 percet játszott a címvédő Internazionale elleni gól nélküli döntetlen alkalmával, majd két héttel később, október 17-én, meglőtte első gólját a Juventus színeiben, ez a Lecce 4–0-s hazai megverésekor történt. Először a Bologna ellen játszott végig egy találkozót (ismét 0–0). Február 5-én végigjátszotta a Cagliari elleni 3–1-es meccset, majd a következő, Inter elleni 1–0-s győzelem alkalmával is végig pályán volt. Április 21-én Kenny Dalglish kielentette, Aquilaninak van jövője a Liverpoolban, annak ellenére, hogy a játékos kijelentette, Olaszországban akar maradni. Aquilani azután tért vissza Angliába, hogy a Juventus úgy döntött, túl sok a 14 millió fontos átigazolási ár, amiben a szezon előtt megegyeztek.
Amíg Olaszországban játszott, Aquilaninak volt a legjobb a passzpontossága a Serie A-ban, ez az érték nagyjából 80% volt.

#### AC Milan (kölcsönben)
2011. július 4-én Aquilani elkezdte az alapozást a Liverpoolal, habár az ügynöke elárulta, a középpályás a Serie A-s Juventusnál szeretne maradni. Nevezték az ázsiai túrára, és július 13-án mérkőzésen is visszatért: a Guangdong Sunray Cave elleni barátságos meccsen pályára lépett. Ezután egy malajziai csapat ellen is játszott.
2011. augusztus 25-én Aquilani csatlakozott az AC Milanhoz, kölcsönbe érkezett a 2011–12-es szezonra, az évad végén érvényesíthető vételi opcióval. A Liverpool edzője, Kenny Dalglish sok szerencsét kívánt Aquilaninak, elmondta, távozása egyetlen oka az volt, hogy az olasz nem illeszkedett a csapat játékrendszerébe. Damien Comolli, a Liverpool sportigazgatója azt mondta: "Tisztelettel adózok Albertónak, aki maga tárgyalt távozásáról. Egyetlen vágya volt: az, hogy játsszon. Ez megelőzött minden más szempontot, és anyagi költséget."

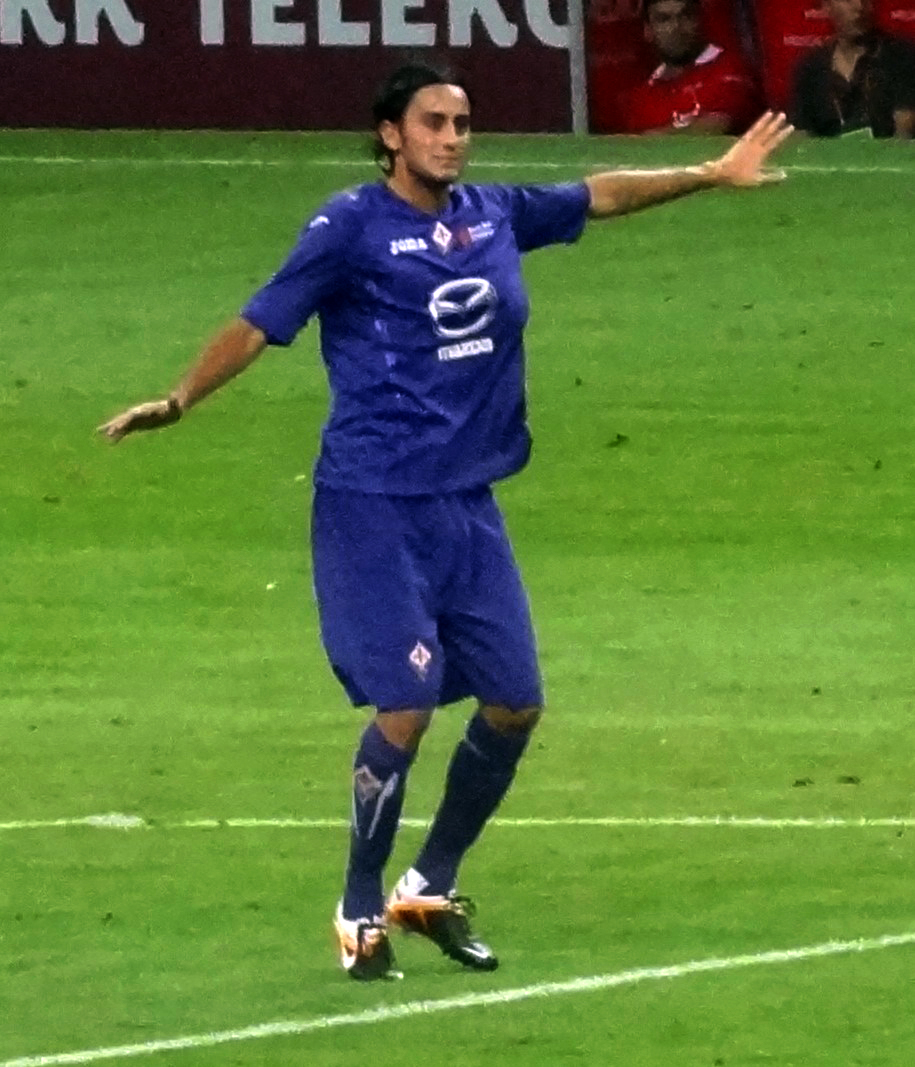
Aquilani a Fiorentina mezében.

Aquilani a 2011–12-es szezon nyitómeccsén debütált a Rossoneriben a Lazio ellen, az első gól előtt ügyes passzt adott Antonio Cassanónak, majd ő végezte el a szögletet, amely után a második gól született. 2011. szeptember 13-án bemutatkozhatott Milan-mezben a nemzetközi porondon is: a Camp Nouban rendezett, FC Barcelona elleni Bajnokok Ligája-meccsen a padról szállt be, hogy segítsen a 2–2-es döntetlen megőrzésében. 2011. szeptember 18-án Aquilani megszerezte első milanos gólját, második il Diavolos Serie A-meccsén Cassano átadását követően fejelt a Napoli kapujába Nápolyban, a San Paolo Stadionban, megkezdve ezzel a gólgyártást.

#### Fiorentina
Aquilani a 2012–13-as szezon alapozására tért vissza Liverpoolba. Nevezték a Liverpool észak-amerikai felkészülési túrájára, a Toronto FC elleni nyitómeccsen egy félidőt kapott. Habár ügynöke azt nyilatkozta, marad Liverpoolban, a klub elfogadta az olasz Fiorentina ismeretlen összegű ajánlatát, az átigazolást 2012. augusztus 3-án véglegesítették. Az átigazolás után Aquilani azt mondta, túlzott volt az ár, amit a 'Pool meghatározott a Juventusnak és az AC Milannak sikeres kölcsönjátékai után. A Fiorentina nyilvánosságra hozta, hogy a középpályás mindössze 790 000 eurójába került a klubnak. A Liverpool engedte, hogy Aquilani szabadon elhagyja a klubot, így a Roma nem kapott a bónuszokból.
Január 26-án Aquilani meglőtte karrierje első mesterhármasát a Genoa elleni izgalmas 3-3-as meccsen.

### Válogatottban
Juniorkorában Aquilani részt vett az olasz válogatottal a 2001-es U16-os labdarúgó-Európa-bajnokság selejtezőiben. Olaszországgal megnyerte a 2003-as U19-es labdarúgó-Európa-bajnokságot, a tornán egy gólt szerzett. Ezután felkerült az U21-es csapatba, és részt vett a 2006-os U21-es labdarúgó-Európa-bajnokság selejtezőin, de a tornáról egy sérülés miatt lemaradt.
Aquilani a nagyválogatottban 2006. november 15-én egy Törökország elleni 1–1-es felkészülési mérkőzésen mutatkozott be.
Alapembere volt a Hollandiában rendezett 2007-es U21-es labdarúgó-Európa-bajnokságon 5. helyezett olasz csapatnak, két gólt lőtt, beválasztották a torna csapatába. Olaszország ezzel a helyezéssel kvalifikálta magát a 2008-as olimpiára. Nevezték a 2008-as labdarúgó-Európa-bajnokság 23-as keretébe, első nagyobb nemzetközi tornájára. Olaszország harmadik meccsén csereként állt be, Franciaországot 2–0-ra verték. Kezdett a Spanyolország elleni negyeddöntőn Andrea Pirlo és Gennaro Gattuso eltiltása miatt. Olaszország gól nélküli rendes játékidő és hosszabbítás után tizenegyesekkel 4–2-re kapott ki.
Aquilani első válogatott gólját 2008. október 15-én a 2010-es világbajnokság Montenegró elleni selejtezőjén lőtte, majd még a meccsen megduplázta találatai számát. Ennek ellenére Marcello Lippi szövetségi kapitány nem nevezte a világbajnokságra utazó 23 fős olasz keretbe.
Olaszország 2012-es Európa-bajnoki selejtezősorozatában Aquilani a Szlovénia elleni első meccset végigjátszotta. Kezdett a következő, Észtország elleni meccsen is, de az első félidőben le kellett jönnie a pályáról fejsérülés miatt. 2011. augusztus 10-én meglőtte harmadik gólját, a világbajnok spanyolok elleni barátságos meccset egy kései góllal nyerték meg.

## Sikerei, díjai

### Klubcsapatban
AS Roma
- Kupagyőztes (2): 2007, 2008
- Szuperkupa-győztes (1): 2007

### Válogatottban
Olaszország
- Konföderációs kupa: Bronzérem 2013

Olaszország U19
- U19-es labdarúgó-Európa-bajnokság: 2003

## Statisztikák

### Klubcsapatban
| Klub             | Klub                   | Klub             | Bajnokság | Bajnokság | Kupa  | Kupa | Európa1 | Európa1 | Egyéb2 | Egyéb2 | Összesen | Összesen |
| Szezon           | Klub                   | Bajnokság        | Meccs     | Gól       | Meccs | Gól  | Meccs   | Gól     | Meccs  | Gól    | Meccs    | Gól      |
| ---------------- | ---------------------- | ---------------- | --------- | --------- | ----- | ---- | ------- | ------- | ------ | ------ | -------- | -------- |
| 2002–03          | Roma                   | Serie A          | 1         | 0         | 1     | 0    | —       | —       | —      | —      | 2        | 0        |
| 2003–04          | Triestina (kölcsönben) | Serie B          | 41        | 4         | —     | —    | —       | —       | —      | —      | 41       | 4        |
| 2004–05          | Roma                   | Serie A          | 29        | 0         | 4     | 0    | 5       | 0       | —      | —      | 38       | 0        |
| 2005–06          | Roma                   | Serie A          | 24        | 3         | 4     | 2    | 8       | 1       | —      | —      | 36       | 6        |
| 2006–07          | Roma                   | Serie A          | 13        | 1         | 3     | 0    | 5       | 0       | 1      | 2      | 22       | 3        |
| 2007–08          | Roma                   | Serie A          | 21        | 3         | 4     | 1    | 5       | 0       | 1      | 0      | 31       | 4        |
| 2008–09          | Roma                   | Serie A          | 14        | 2         | 1     | 0    | 4       | 0       | 1      | 0      | 20       | 2        |
| 2009–10          | Liverpool              | Premier League   | 18        | 1         | 2     | 0    | 5       | 1       | 1      | 0      | 26       | 2        |
| 2010–11          | Liverpool              | Premier League   | 0         | 0         | 0     | 0    | 2       | 0       | 0      | 0      | 2        | 0        |
| 2010–11          | Juventus (kölcsönben)  | Serie A          | 33        | 2         | 1     | 0    | 0       | 0       | 0      | 0      | 34       | 2        |
| 2011–12          | AC Milan (kölcsönben)  | Serie A          | 23        | 1         | 1     | 0    | 7       | 0       | 0      | 0      | 31       | 1        |
| 2012–13          | Fiorentina             | Serie A          | 25        | 7         | 2     | 0    | 0       | 0       | 0      | 0      | 27       | 7        |
| 2013–14          | Fiorentina             | Serie A          | 31        | 6         | 3     | 0    | 10      | 1       | 0      | 0      | 44       | 7        |
| 2014–15          | Fiorentina             | Serie A          | 0         | 0         | 0     | 0    | 0       | 0       | 0      | 0      | 0        | 0        |
| Összesen         | Olaszország            | Olaszország      | 255       | 29        | 24    | 3    | 44      | 2       | 3      | 2      | 326      | 36       |
| Összesen         | Anglia                 | Anglia           | 18        | 1         | 2     | 0    | 7       | 1       | 1      | 0      | 28       | 2        |
| Karrier összesen | Karrier összesen       | Karrier összesen | 273       | 30        | 26    | 3    | 51      | 3       | 4      | 2      | 354      | 38       |

1Az "Európa" tartalmazza: Bajnokok Ligája, UEFA-kupa és Európa-liga

2Az "Egyéb" tartalmazza: Olasz labdarúgó-szuperkupa és Angol labdarúgó-ligakupa

### Válogatott
| Olaszország | Olaszország | Olaszország |
| Év          | Meccsek     | Gólok       |
| ----------- | ----------- | ----------- |
| 2006        | 1           | 0           |
| 2007        | 2           | 0           |
| 2008        | 7           | 2           |
| 2009        | 1           | 0           |
| 2010        | 1           | 0           |
| 2011        | 9           | 1           |
| 2012        | 1           | 0           |
| 2013        | 11          | 2           |
| 2014        | 2           | 0           |
| Összesen    | 35          | 5           |

### Válogatott gólok
2013. október 11. szerint
| Gól | Dátum               | Venue                | Ellenfél      | Aquilani gólja után | Végeredmény | Kiírás                                     |
| --- | ------------------- | -------------------- | ------------- | ------------------- | ----------- | ------------------------------------------ |
| 1.  | 2008. október 15.   | Lecce, Olaszország   | Montenegró    | 1–0                 | 2–1         | 2010-es labdarúgó-világbajnokság-selejtező |
| 2.  | 2008. október 15.   | Lecce, Olaszország   | Montenegró    | 2–1                 | 2–1         | 2010-es labdarúgó-világbajnokság-selejtező |
| 3.  | 2011. augusztus 10. | Bari, Olaszország    | Spanyolország | 2–1                 | 2–1         | Barátságos                                 |
| 4.  | 2013. május 31.     | Bologna, Olaszország | San Marino    | 4–0                 | 4–0         | Barátságos                                 |
| 5.  | 2013. október 11.   | Koppenhága, Dánia    | Dánia         | 2–2                 | 2–2         | 2014-es labdarúgó-világbajnokság-selejtező |